# 1917年のスパイ活動法
1917年のスパイ活動法(英語：Espionage Act of 1917、Pub.L. 65-24、Stat. 217、1917年6月17日制定)は、アメリカ合衆国が第一次世界大戦に参戦して間もない1917年6月15日に議会を通過したアメリカ合衆国の法律である。それはこれまでに何度も改正されてきた。制定当初は合衆国法典の第50編（戦争）にあったが、現在は第18編、犯罪の項目にある。正確には合衆国法典第18編第37章「スパイ活動と検閲」の第792条から第799条までである。
それは本来、軍事作戦を妨げるあらゆる試み、戦時にアメリカの敵を支援すること、軍事的な不服従を促すこと、軍事的な徴用を妨げることを禁止するものであった。1919年、合衆国最高裁判所はシェンク対アメリカ合衆国事件において、この法律によって下級審が有罪判決が下したことは言論の自由を侵すものではないという判決を全員一致で下した。法律の合憲性は言論の自由と関係があり、これまで、法律が何を意味するのかは裁判所で問われてきた。スパイ活動法によって嫌疑を受けた者には、ドイツ系アメリカ人の社会主義者で議会議員、新聞の編集者のビクター・バーガー下院議員、ペンシルバニア州のものみの塔聖書冊子協会の会長ジョセフ・フランクリン・ラザフォード、共産党員のジュリウスとエセル・ローゼンバーグ夫妻、ペンタゴン・ペーパーズの内部告発者ダニエル・エルズバーグ、ケーブルゲートの内部告発者チェルシー・マニング、ウィキリークスの創設者ジュリアン・アサンジ、国家安全保障局の内部告発者エドワード・スノーデンらがいる。ラザフォードの有罪判決は控訴審で覆された。ラザフォードが有罪とされた根拠となったもともとの第3項を含め、法律で最も論争を呼んだ項目は、1921年に廃止された。

## 制定
1917年のスパイ活動法はアメリカが第一次世界大戦に参戦した1917年4月の直後、1917年の対敵通商法と同時に議会を通過した。その、特に「国防」に関する情報を「持つ権利」を持たない者への保持と伝達に関する考え方は1911年の国防機密法に基づいており、それ自体は先に制定されていたイギリスの公務機密法に基づいていた。スパイ活動法には死刑を含め、国防機密法よりも厳しい処罰規定が導入された。
ウッドロウ・ウィルソン大統領は1915年12月7日、一般教書演説で議会に対し、法案について尋ねた。
我々の国家の生活の大動脈に背信の毒を注ぎ、我々の政府を侮辱して貶め...我々の産業を破壊し...我々の政治を貶めるため、外国による内政干渉のために利用しようとするアメリカの市民がいる...我々の連邦法は不十分である...私はあなたに国家の名誉と自尊心を損なうより守ることを求める。背信と無秩序の感情に支配される者は必ず撲滅されなければならない。
議会はゆっくりと動いた。上院を通過した1916年2月20日はアメリカとドイツの外交関係が傷ついた後だったが、下院は当時の議会の会期が終了するまでに投票にかけなかった。1917年4月に宣戦を布告した後、上下両院は新聞の検閲を含むウィルソン政権が提出した法案について審議した。その提案は、それが「表現の自主規制」のシステムの構築と大統領の際限のない権力拡大につながるという批判とともに反対派の目を覚ました。上院は数週間の断続的な審議の後、検閲の条項を39票対38票の1票差で反対が上回ったため削除した。ウィルソンはそれでもそれが必要であると主張した。「新聞の検閲を実行する権限は...公共の安全のために絶対に必要である」。しかし1917年6月15日、法案は検閲の条項を除いて署名され、法案は議会を通過した同じ日に成立した。
トーマス・ワット・グレゴリー司法長官は法案の成立を支持したが、それが妥協の産物であるとみなしていた。大統領の議会におけるライバルは、親ドイツ的なスパイ活動を行う者、またはアメリカに忠誠を誓わない活動を行う者を監視する責任を司法省から取り除き、合憲性に疑念がある軍法会議を陸軍省に設置することを提案した。その結果として成立した法案は彼らが望んだよりも行き過ぎた、また厳しいものとなったが、それは戦争に反対する市民を沈黙させた。法案の成立にほとんど乗り気でなかった司法省の職員たちは、それでもなお多くの告発を行なわないことを望んだが、大衆の声なき声は十分に愛国的でないと思われていたそれらの人々に対して政府がより多くの行動を起こすことを望んでいた。ウィルソンは法案で使われた新聞の検閲のための最高機関という表現を否定したが、議会は郵便を使った印刷媒体の流通を阻止するため、条項を含めた。
それは犯罪の類型を作り出した。
- アメリカ軍の軍事作戦の成功を妨害する目的で、または敵の軍事作戦を成功させる目的で情報を伝達すること。これは死刑または30年以下の懲役またはその双方が科せられた。
- アメリカが戦時下にあるとき、アメリカ陸海軍の軍事作戦の成功を妨害する目的で、または敵の軍事作戦を成功させる目的でを虚偽の報告または虚偽の声明をすること、アメリカ陸海軍において、不服従、不義、反乱、義務の拒否の原因となることをするまたはしようとすること、アメリカ軍への自発的な兵役の応募または兵籍の編入を妨害すること。これは最大1万ドルの罰金または20年以下の懲役またはその双方が科せられた。

スパイ活動法はまた、禁止されている事項に違反していると判断した場合、郵便物の没収または郵送を拒否することができる権限を郵政長官に与えた。
スパイ活動法はまた、武装したいかなる海軍の艦船のアメリカが中立の立場をとるいかなる紛争当事国への移送も禁止した。法律が成立したときには違憲ではなさそうだったが、これは後にアメリカが第二次世界大戦に参戦する前にイギリスへの軍事援助を提供しようと模索した際、フランクリン・デラノ・ルーズベルト政権にとって法的な躓きとなった。

### 改正
1918年5月16日、法律は「アメリカ政府...またはアメリカ国旗、陸軍または海軍の制服に対して不義、不敬、悪口または罵倒するような言葉」を使った多くの類型の演説を禁止する事実上のスパイ活動法の改正である1918年の治安法によって拡充された。
治安法は非公式な名称であるため、容疑がスパイ活動法、または非公式に治安法として知られる改正法の条項に基づく場合では、裁判においてスパイ活動法の名称が用いられた。
1921年3月3日、改正治安法は廃止されたが、スパイ活動法の多くの条項は合衆国法典第18編第37章として編入され、そのまま残った。
1933年、シギントの専門家ハーバート・ヤードリーが日本の暗号を解読したことに関する本を出版し、広く大衆に知られるところとなったため、外国の暗号解読やアメリカが送信したいかなる暗号に関する情報の公開も禁止するよう法律は改正された。1940年、法律は罰則を増やすために改正され、1970年にも再び改正された。
1940年代後半、合衆国法典は再編纂され、第50章（戦争）のほとんどの条文は第18章（犯罪）へと移動された。1950年にはマッカラン国内保安法が合衆国法典第18章第793条に付け加えられ、また同じ年、合衆国法典には第18章第798条が加えられた。
1961年、リチャード・ポフ下院議員は、第18章第791条の施行について、数回の試みの後、「アメリカの司法権が及ぶ領海内およびアメリカの領土内」 に限定されているという表現を除去することに成功した。彼は国務省の職員であるアーヴィン・スカーベックがポーランドで脅迫された事件が起きてからは、いかなる場所でもこの法律を適用する必要性があると語った。

### 提案された改正案
1989年、ジェームズ・トラフィカント下院議員は死刑の適用を拡大するため、第18章第794条を改正しようとした。その同じ年、アーレン・スペクター上院議員はその代案となる死刑の適用の拡大案を提示した。1994年、ロバート・K・ドーナン下院議員はアメリカのエージェントを特定することができる情報を機密を漏洩した場合に死刑を適用することを提案した。

## 歴史

### 第一次世界大戦

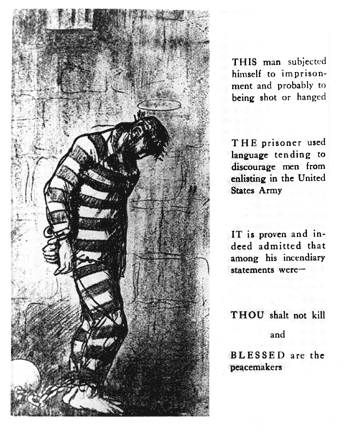
1917年、『大衆』誌に掲載された、ジョージ・ベロウズによる挿絵『平和を作り出すものは幸いである』。

スパイ活動法はその執行において、ほとんどはアメリカの地方の法曹家の慎重な裁量に委ねられており、そのため執行における裁量の変更は幅広く行われていた。例えば、社会主義者のケイト・リチャーズ・オヘアはいくつかの州において同じ演説をしたが、 彼女が演説によって5年間の懲役の有罪判決を言い渡されたのはノースダコタ州だけだった。法律の執行が活発に行われたのは、世界産業労働組合の活動が盛んな西部の州がほとんどだった。戦争が終わる前の数週間において、グレゴリー司法長官はついに、アメリカの検事に彼の同意なく行動しないことを命じた。
スパイ活動法が成立した1年後、1904年、1908年と1912年の大統領選挙における社会党の候補だったユージン・V・デブスは逮捕され、「徴用を妨害する」演説を行ったことにより10年の懲役を言い渡された。彼は1920年の大統領選挙に刑務所から再び出馬した。ウォレン・G・ハーディング大統領は1921年12月、およそ5年間にわたり服役していた彼に刑の減刑を言い渡した。
1917年のアメリカ合衆国対モーション・ピクチャー・パテンツ・カンパニー事件では、「76年の精神」と題名づけられた映画のなかで、独立戦争においてイギリス軍の兵士を残忍に描写したシーンが、アメリカの戦時下における同盟国の支持を傷つけるものであるとして、連邦裁判所は政府によるその差し押さえを支持した。ドイツ系ユダヤ人を祖先に持つロバート・ゴールドスタイン監督はスパイ活動法の第11章に違反しているとして起訴され、10年の懲役と5000ドルの罰金を言い渡された。控訴審では3年の懲役に減刑された。
アルバート・S・バールソン郵政長官とその部下たちは、スパイ活動法の執行において、決定的な役割を果たした。彼は民主党に忠誠を誓っており、また大統領や司法長官とも緊密な関係にあったため、その地位を維持することができた。司法省が数多くの捜査を行っていたとき、郵便局はその捜査の協力に必要な全国規模のネットワークを持っていた。スパイ活動法が施行されると、バールソンはすべての郵便局長に、「政府が主導する戦争への妨害を企図していると推定される郵便物について、よく監視する」ことを要請する通達を送った。ジョージア州サバンナとフロリダ州タンパの郵便局長はジェファーソン主義者たちやトム・ワトソンの弁護士、南部の人民党員、徴兵や戦争に反対する者、マイノリティーのグループに郵便物を郵送することを拒否した。ワトソンが郵便局長に対するスパイ活動法の執行の差し止めを模索していたとき、連邦裁判所は彼の出版活動が社会にとって「有害」なものであると判断し、彼の要求は拒否された。新聞は政府の検閲を「市民の自由な権利は死んだ」という見出しの記事を載せ、反対した。ニューヨーク市では社会主義者による月刊誌「大衆」が「全体的な趣旨」を理由に、郵便局長が郵送を拒否した。「大衆」誌は、ラーンド・ハンド裁判官が「英語を話す自由の伝統」にとって脅威となることを法律があまりにも漠然と適用していることを見出し、裁判でより成功を収めた。それから編集の妨げるために編集者は起訴され、出版活動は中断され、郵便物の郵送は再び拒否された。実際に、バールソンは政権の支持者たちをも目標とし始め、彼の精力的な法の執行はあまりにも行き過ぎたものとなっていた。大統領は彼に検閲行為をやめるよう「最大限の警告」を発し、諍いは彼らの政治的な協力関係の終わりを示した。
1918年5月、ペンシルバニア州のものみの塔聖書冊子協会のジョセフ・フランクリン・ラザフォード会長とものみの塔の7人の編集者と協会の会員は、1年前に協会が出版した冊子「終了した秘儀」において述べたことがスパイ活動法が規定する扇動の容疑がかけられた。冊子は愛国主義が妄想と殺人であると主張し、会員は戦時下にあったアメリカの兵役における不義、不忠、義務の拒否と徴用の妨害を教唆しているとの容疑がかけられた。カナダでは、ウィニペグの新聞が「扇動的、反戦的な記述」であると述べ、またグレゴリー司法長官が危険なプロパガンダであると述べたことにより、1918年2月から冊子の発行が禁止されていた。6月21日、ラザフォードを含む7人の責任者たちは、4つの容疑で最高で20年の懲役を言い渡され、同時に収監された。彼らは最高裁のルイス・ブランダイス裁判官の命令によって判決が覆され、保釈されるまでの9か月をアトランタ刑務所で過ごした。1919年4月、控訴審は彼らが「行き過ぎた、また公平でない裁判」を受けたとの判断を下し、彼らが受けた判決は覆された。1920年5月、政府は彼らにかけられていたすべての容疑はなくなったと発表した。

### 赤狩り、パーマー・レイド、一斉逮捕と国外追放

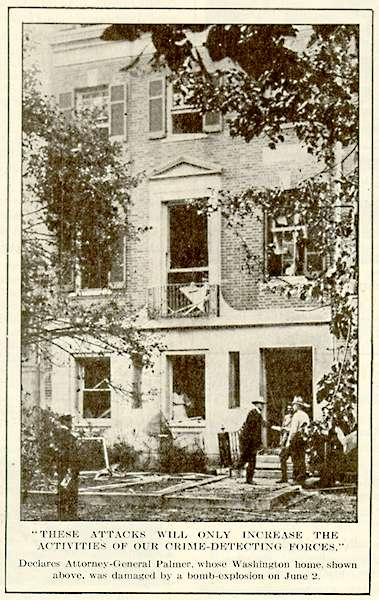
1919年のアナキストによる爆破事件で爆破されたパーマー司法長官の自宅。

1918年から1919年の第一次赤狩りの間、著名な政治家と企業家を狙った1919年のアナキストによる爆破事件の反応として、ジョン・エドガー・フーヴァー大統領が支持するアレキサンダー・ミッチェル・パーマー司法長官は、司法省の敵国人登録課に対し、エマ・ゴールドマンを含む数百人の外国人を1918年にスパイ活動法が改正されて成立した治安法を利用して国外に追放させ、その多くは新聞が「ソビエトの箱船」と呼んだ船に乗り、ソビエト連邦へと向かった。

#### シェンク対アメリカ合衆国事件と赤狩り
収監された多くの者は彼らが受けた判決について、表現の自由の権利に基づき抗議した。最高裁は同意しなかった。1919年の合衆国判例集第47巻第249項のシェンク対アメリカ合衆国事件において、合衆国最高裁判所はスパイ活動法が表現の自由に制限をかけることは合憲であるという判決を下していた。反戦主義者で社会主義者のチャールズ・シェンクは、彼が徴兵の対象となる男性に徴兵に反対するパンフレットを配った行為がスパイ偉活動法に違反しているとの判決を受けていた。最高裁のオリバー・ウェンデル・ホームズは1919年に下したシェンクへの判決で多数意見の確定に加わり、彼はまたそのようなケースでは政府に対する行為が「明白かつ現在の危険」を有する場合、政治的な主張の表現の自由は制限されるという理論を展開した。ホームズの意見はまた、「嘘をついて混雑した劇場で火事だと叫ぶこと」を合衆国憲法修正第1条は、表現の自由として保護してはいないという指摘の源泉ともなった。
ホームズ判事は彼が下した判決が表現の自由を擁護する者から批判されているのではないかと疑い始めた。彼はまた、ハーバード大学法学部のゼカリア・チェイフィー教授と会い、シェンク事件に対するへの批判について彼と話し合った。
後の1919年、エイブラムス対アメリカ合衆国事件において、アメリカがロシア革命後にロシアに出兵したことに反対するビラを配った男に対して下された判決を、最高裁は支持した。「悪い傾向」の概念は表現の自由を制限する際にそれを正当化するために利用された。被告人は国外に追放された。ホームズ判事とブランダイス判事はしかしながら、 「無名の人物による馬鹿げたリーフレット」が重大な脅威となるとは解釈できない」と主張し、異なる意見を唱えた。
1919年3月、ウィルソン大統領は、 トーマス・ワット・グレゴリー司法長官の提言を受けて、スパイ活動法または治安法によって服役していた約200人の囚人に対し、恩赦を与えた。1920年の終わりまでに、第一次赤狩りは沈静化し、パーマーは政府を去り、そしてスパイ活動法はあまり使われなくなった。全国市民自由事務局は新たにアメリカ自由人権協会となった。

### 第二次世界大戦
第二次世界大戦期に発生したスパイ活動法による刑事訴追は、第一次世界大戦期と比べ、大幅に少なくなった。フランク・マーフィー最高裁判事は1944年に起きたハーツェル対アメリカ合衆国事件を引用し、「現在行われている戦争下では初めての事件であり、 我々は1917年のスパイ活動法に基づき起訴した」と述べた。第一次世界大戦を戦った退役軍人であるハーツェルは、団体や企業の集団に反戦をよびかけるビラを配っていた。裁判での多数意見は、被告人は反乱または法律で詳細に規定されたその他のいかなる特定の行動を促してはおらず、彼の目的は世論の崩壊であり、軍の徴兵や徴用を妨げることが目的ではないことが彼の証拠、「我々の同盟国の1つに対する悪意のあるまた非合理的な攻撃、間違ったまた邪悪な人種差別的な論理による目に余る抗議、大統領への甚だしい侮辱」によって構成されていたが、によって見出された。裁判では彼への判決を5票対4票で覆した。異なる意見を唱えた4人の判事は「陪審員が歴史的に果たしてきた役割に対する侵害」として辞退し、判決は確定された。1941年のゴリン対アメリカ合衆国事件では、最高裁はスパイ活動法に関する多くの憲法上の疑問について裁定した。
1942年、法律はチャールズ・カフリンの週刊誌「社会の正義」の郵送の許可を取り消すために利用され、登録者に対する配布を効果的に終わらせた。それは彼が「社会の害悪による出版活動」と呼んだところのものを終わらせようとするフランシス・ビドル司法長官の試みの一環だった。その同じ年、シカゴ・トリビューンは一面記事で、アメリカが日本の暗号を解読し、それによって日本は暗号を変更し、アメリカが暗号の解読を通じて得ていた優位性はなくなったことを報じた。新聞が報じたのは大陪審に移される前だったが、裁判によってより注目を集めるだけでなく、発行者を起訴するには高い機密情報を扱う必要性があり、政府が難色を示ししたため、裁判の継続は見送られた。
1945年、極東問題を扱う雑誌アメラジアに関係した6人の人物、フィリップ・ジャフェ、エマヌエル・ラーセン、ケイト・L・ミッチェル、マーク・ゲイン、ジョン・S・サービスとアンドリュー・ロスは、後に発行された彼らの記事が戦略任務局の報告書と類似していたため、容疑がかけられた（アメラシア事件）。事件では、たくさんのFBIのエージェントが騙されていた。はじめ、政府は彼らにスパイ活動法を適用したいと考えていた。政府は後にその取り組みを軟化させた。容疑は政府資産の横領に代えられた（現在の合衆国法典第18編第641条）。大陪審はミッチェル、ゲインとサービスに無罪の判決を下した。ジャフェとラーセンは少額の罰金を支払い、そしてロスにかけられていた容疑はなくなった。ジョセフ・マッカーシー上院議員は、共産主義者の陰謀により積極的に起訴することができなかったと信じており、クレウトとラドシュによれば、事件は彼の悪名をさらに馳せることに貢献した。

### 20世紀中盤のソビエトのスパイ
海軍の職員であったヘイフィス・セイリックは、ソビエトのエージェント、ミハイル・ゴリンに1930年代の日本の活動に関する情報を売り渡した。ゴリン対アメリカ合衆国事件は、「国防」に関する情報とはいったい何を指すのかといった、法律の一部に使われている「漠然とした」用語について話し合うため、後の多くのスパイ事件で引用された。
後の1940年代にはいくつかの事件が起こり、政府はソビエトによるスパイ活動なのではないかと疑い、捜査を行うことが増えた。これらのなかにはベノナ計画、エリザベス・ベントレー事件、原子爆弾に関する情報を収集したスパイ事件、ソビエト初の核実験などが含まれる。FBIシルバーマスターファイルで見ることができるような多くの注意人物が監視されたが、刑事訴追されることはなく、捜査は終了した。しかしながら、多くの者が法律によって起訴され、有罪判決を受けた。
1950年8月、ジュリウスとエセル・ローゼンバーグ夫妻は、ソビエト連邦に核技術に関する機密情報を漏洩したとして、合衆国法典第50編第32条a項と第34条違反の容疑で起訴された。アナトリ・ヤツコフもまた起訴された。1951年には、モートン・ソベルとデイビッド・グリーングラスが起訴された。1951年に行われた物議を醸した裁判の後、ローゼンバーグ夫妻は死刑を言い渡された。死刑は1953年に執行された。1950年代後半、ロバート・ソブレン、ジャック・ソブルとマイラ・ソブルを含むスパイたちは、スパイの容疑で起訴された。1960年代中盤、ジェームズ・ミントケンボウとロバート・リー・ジョンソンはアメリカ陸軍の兵士としてベルリンに滞在していたとき、ソビエトのスパイに情報を売り渡し、2人にはスパイ活動法が適用された。

### 1948年の合衆国法典の再編纂と1950年のマッカラン国内保安法
1948年、合衆国法典は一部が再編纂された。第50編（戦争と国防）のほとんどは第18編（犯罪と刑事訴訟）へと移動された。こうして、第50編第4章、スパイ活動（第31条から第39条）は、第18編第792条から第799条までとなった。これが、なぜローゼンバーグ事件などいくつかの事例では、第50編によって起訴され、新たな事例ではしばしば第18編によって起訴されたのかの理由である。
1950年、アメリカではマッカーシズムが席巻していたが、議会はハリー・トルーマン大統領による拒否権の発動を無視してマッカラン国内保安法を通過させた。それはスパイ活動法を含め、法体系を大幅に改編した。その変化の1つとして、793条(d)とほとんど同じものである793条(e)が加えられた。エドガーとシュミットによると、新たに付け加えられた条文は、要求に対し危害を与えまたは援助するという文章のなかから「故意に」という言葉を取り除いた潜在的な可能性があり、また故意であれば何であれ、情報の「単なる維持」が犯罪を構成し、元政治家が記憶を書き留めたものでさえスパイ活動法の対象とする範囲となった。それらはまた、マッカラン国内保安法について、このアルジャー・ヒスとパンプキン・ペーパーズ事件の直接的な反応を意図していると記述している。

### 法的な回顧、1960年代と1970年代

#### ブランデンバーグ
この時代の裁判の判例により、スパイ活動法の一部の条項の執行のための基準は変化した。1969年のブランデンバーグ対オハイオ州事件はスパイ活動法とは関係ないと考えられていたが、シェンク事件の「明白かつ現在の危険」の教訓から「差し迫った無法者の行為」の教訓へと受け継がれ、扇動的な言論に対する大きな厳しい教訓となった。

#### ペンタゴン・ペーパーズ
1971年6月、ダニエル・エルズバーグとアンソニー・ルッソは1917年のスパイ活動法によって重罪の容疑がかけられた。なぜなら彼らにはペンタゴン・ペーパーズとして知られるようになった機密の書類を公にする法的権限はなかったからである。ニューヨーク・タイムズ社対アメリカ合衆国事件において、最高裁は政府が表現の自由の抑制にうまくいった事例がなかったことを見出したが、判決の多数意見は政府はそれでもニューヨーク・タイムズとワシントン・ポストが機密を暴露する記事を掲載したことはスパイ活動法に違反しているという判断を下した。エルズバーグとルッソのスパイ活動法違反に対する容疑は無罪とはならなかったが、政府が関与した事件において、誤った裁判に基づいていたとして釈放された。
政府が新聞に対し、記事の差し止めを求めることついて、最高裁の意見は分かれたが、否定していた。裁判では、新聞社が「アメリカの国益を損失したかあるいはいかなる外国への優位性につながったのか」を「信用するに足る」物的証拠によって「政府からの圧力」を証明しようとしたことについて、判事らは様々な程度において支持した。
ハロルド・エドガーとベノ・C・シュミット・ジュニアは、事件についてスパイ活動法に関する論文を書き、1973年のコロンビア・ロー・レビューに掲載しようとした。彼らの論文の題名は「スパイ活動に関する法令と国防に関する情報の公開」だった。彼らが見出した重要なことは、スパイ活動法について書かれた文献はほとんどなく、あいまいであり、その一部はおそらく違憲であるということだった。彼らの論文は文献において幅広く引用され、後のスパイ活動法が適用された事件において裁判で主張する際に利用された。
1978年のアメリカ合衆国対デデヤン事件は第793条第f項の2違反で起訴された最初の事例だった（デデヤンは機密にすべき情報を開示してしまった）。裁判は1941年のゴリン対アメリカ合衆国事件の判例に沿って行われた。判決は、スパイ活動法のあいまいさとその情報が「国防に関する」ものなのかどうかといったいくつかの憲法上の疑問点に触れた。被告人は3年の懲役を言い渡された。
1979年から1980年にかけて、トゥルオンとハンフリーはいくつかの他の法律と第793条第(a)、(c)、そして(e)項に違反し、有罪であると言い渡された。判決ではスパイ活動法の「あいまいさ」、機密の情報と国防に関する情報の違い、盗聴と修正第4条にかかわるいくつかの憲法上の疑問点について話し合われた。判決ではまた、有罪となるためには悪意（故意）が必要かについて、第793条第(e)項は、過失の場合は違反ではないとしているが、も言及した。

### 1980年代
1983年、アルフレッド・ザヘは、彼がメキシコと東ドイツでアメリカ政府の機密書類を閲覧していたことにより、 その後の政府によるおとり捜査によってボストンで逮捕された。彼の弁護士は、スパイ活動法は外国人の活動を対象としていないと主張し、起訴は無効であると述べたが受け入れられなかった。ザヘはその後罪を認め、8年の懲役を言い渡された。彼は1985年6月に釈放され、アメリカによって拘束された4人の東ヨーロッパ人とともに、ポーランドと東ドイツによって拘束された25人、いずれもアメリカ人ではなかったが、と交換された。
ザヘの弁護士の1人は、彼の依頼者が起訴されたのは、「機密にし続ける理由がない、期限が切れた書類を問題にすることによる『国防国家の恒久化』の一環であり、機密にし続けることにこだわることが目的ではない」と主張した。
メディアはこぞって1985年を「スパイの年」だと報じた。海軍の軍人ジョナサン・ポラードは、イスラエルに情報を売却し、合衆国法典第18章第794条第(c)項違反の容疑で起訴された。1986年、彼はキャスパー・ワインバーガーによる弁論を含む「被害者が受けた衝撃」について述べた後、 終身刑を免れるよう何度も嘆願した。ラリー・ウー・タイ・チンは、CIAにおいて、情報を中国に売却し、合衆国法典第18章第794条第(c)項違反の容疑で起訴された。ロナルド・ペルトンは、ソビエトにアイヴィー・ベル作戦の存在を知らせ、作戦を台無しにしたため、合衆国第18章第794条第(a)項、第794条第(c)項と第798条違反容疑で起訴された。平和部隊の元隊員であり、元CIAのエージェントでもあったエドワード・リー・ハワードは、伝えられるところによると、ソビエトと通謀したとされ、合衆国法典第18章第794条第(c)項違反の容疑で起訴された。FBIのウェブサイトは、1980年代は数多くの逮捕事件があった「スパイの10年」であったとしている。
シーモア・ハーシュはポラードの釈放を主張し、「売国奴」と題した論文を書いた。

#### モリソン
サムエル・ロリング・モリソンは、イギリスの軍事と国防雑誌を発行するジェーンズ・インフォメーション・グループで働く、政府の安全保障担当の分析家だった。彼は1984年10月1日に逮捕された。捜査官たちは逮捕劇によって、敵国の諜報活動に情報を提供するようなことは全く意図していなかった。モリソンは捜査官に彼が機密の衛星写真をジェーンズに送った。彼はそのことについて、「国民は何が起こっているのかについて気づいているべき」、つまり、ソビエトが新たに原子力空母を開発し、ソ連の軍事力が向上したことを知らせることが目的であると述べた。彼はまた、「もしアメリカ人がソビエトが何をしているのかを知れば、彼らは国防費を増額すべきだと考えるだろう」と語った。イギリスの情報当局は彼が事件を起こした動機は愛国的なものであると考えていた。検察はモリソンが個人的、経済的に得たものと政府の仕事に対する不満を強調した。
モリソンの事件は情報漏洩に対する幅広い対策の一環として、メディアに対して情報を公開しないためにスパイ活動法を適用する「典型例」として利用された。1984年3月、政府は「機密情報の非公式な公開はアメリカで日常的に起こっている」。しかし、そのような情報の公開にスパイ活動法を適用することは、「必ずしも明確ではない」と報告したタイム誌は政府が、もしモリソンに有罪判決を下すことができなければ、政府は法改正を模索するだろうと報じ、現在起こっている事件について、「政府は軍事的な機密情報を保護する必要があり、国民は国防政策について判断するための情報を必要としている。その境界線を画定することは非常に困難である」と主張した。
1985年10月17日、モリソンは連邦裁判所において、2つのスパイ活動と2つの政府資産の窃盗の容疑で有罪となった1985年12月4日、彼は2年の実刑判決を言い渡された。1988年、最高裁は彼の控訴を棄却したモリソンは、現在に至るまで、「機密書類をメディアに公開したことによって有罪判決を受けた唯一のアメリカ人の公務員」となった1998年に行われたダニエル・パトリック・モイニハン上院議員に対する恩赦の一環に対する控訴審の後、ビル・クリントン大統領は彼の大統領としての最後の日である2001年1月20日、CIAによる反対があったにもかかわらず、モリソンに対し恩赦を与えた。
モリソンの訴追で成功をおさめたことは、漏洩した情報を公開することに対する警告となった。1986年5月、CIAのウィリアム・ケイジー長官は、特に法律違反がなかったにもかかわらず、5つのメディア、ワシントン・ポスト、ワシントン・タイムズ、ニューヨーク・タイムズ、タイム誌とニューズウィーク誌に対し、告訴すると脅迫した。

### 20世紀後半のソビエトのスパイ
TRW社のクリストファー・ジョン・ボイスと彼の共犯者アンドリュー・ドールトン・リーは、ソビエトに情報収集衛星に関する情報を売却し、1970年代に収監された。1980年代、ジョン・アンソニー・ウォルカーとそのスパイ活動の共犯者数人は、その活動により起訴された。デイビッド・ヘンリー・バーネットはスパイ活動法によって有罪判決を受けた最初のCIA職員となった。NSAのエージェント、デイビッド・シェルドン・ブーンは、およそ1988年から1991年にかけて、ソビエトに600ページにも及ぶ技術文書を提供し、告訴された（合衆国法典第18章第794条第(a)項違反）。FBIのエージェント、ロバート・ハンセンは、1980年代のソビエトと1990年代のロシアのためにスパイ活動を行った容疑で、スパイ活動法違反によって有罪判決を受けた。別のFBIのエージェント、アール・エドウィン・ピッツは、ソビエト連邦と後のロシア連邦のためにスパイ活動を行った容疑で、合衆国法典第18章第794条第(a)項違反により、1996年に逮捕された。
CIAのエージェント、オルドリッチ・エイムズは、1990年代にソビエトのためにスパイ活動を行った容疑で、合衆国法典第18章第794条第(c)項違反により、有罪判決を受けた。エイムズはいくつかのアメリカの情報源となるエージェントの個人情報をソビエトの当局に通告し、そして彼らは処刑された。

### 1990年代の他のスパイ
- 名前、所属機関、国籍[85]
- ジョセフ・ガルフィエル・ブラウン、元パイロット、フィリピンに情報を売却。
- ジェフリー・M・カーニー、空軍、東ドイツ
- ジェームズ・マイケル・クラーク、カート・アレン・スタンド、テレーズ・メアリー・スキラコット、政府の契約業者、東ドイツ
- ジョン・ダグラス・チャールトン、ロッキード社、FBIの秘密エージェントが外国のエージェントをふりをしている情報を売却。
- ジェフリー・ユージン・グレゴリー、陸軍、ハンガリーとチェコスロバキア
- ダグラス・フレデリック・グロート、CIA、裁判における情報公開を避けるために不起訴処分となった。
- ファゲット・マリアーノ、INS、キューバ
- キューバの5人（ヘラルド・エルナンデス、アントニオ・グェレーロ、ラモン・ラバニーニョ、フェルナンド・ゴンザレスとルネ・ゴンザレス）
- クリストファー・フレデリック・ハミルトン、DIA、エクアドル
- エリック・ジェノット、陸軍、スパイ活動法違反の容疑がかけられたが不起訴処分になった。
- エリック・ジェノット、国務省、機密書類を西アフリカのジャーナリスト、ドミニク・ンツベに譲渡。
- キム・ロバート・チェグ、海軍、韓国。
- スティーブン・ジョン・ララス、国務省、ギリシャ
- ピーター・リー、ロスアラモス国立研究所、中国
- クルト・ラッセンティエン、海軍、ロシア

### 1990年代の物議を醸した事件
1990年代、ダニエル・パトリック・モイニハン上院議員は、スパイ活動法によって「秘密の文化」が生まれた可能性を遺憾に思い、何が「秘密」なのかに焦点が集まることを増やすことによって、官僚たちが彼らの権力を拡大しようとする傾向を指摘した。
1990年代後半、ロスアラモス国立研究所（LANL）ウェン・ホー・リー博士は、スパイ活動法違反により、起訴された。彼や他の国家の安全保障にかかわる専門家たちは、彼はW88核弾頭に関する情報が中国に渡ったかどうかを探求する政府の「スケープゴート」だったと後に語った。リー博士はLANLにおいて、システムがクラッシュした場合に備え、核実験の暗号の保護のためのバックアップのためのコピーを作成していた。暗号には「制限されたデータとして保護」、「取扱いは慎重にしかし機密ではない」と記されていた。司法取引の一環として、彼はスパイ活動法違反を認める代わりに、一段階減刑された。裁判所は過ちを犯した政府を信じたことを彼に謝罪した。リーは後に彼への誤った取り扱いを行った政府と数社の新聞社を訴えた裁判によって100万ドル以上の賠償金を勝ち取った。

### 21世紀
2005年、ペンタゴンのイラン問題の専門家であるローレンス・フランクリンとAIPACのロビイスト、スティーブ・ローゼンとキース・ワイスマンはスパイ活動法違反によって起訴された。フランクリンは国防に関する情報をロビイストやイスラエル政府の政治家に開示したと噂されていたが、罪を認めた。フランクリンは12年以上の懲役を言い渡されたが、判決は10か月の自宅軟禁と社会貢献への従事に減刑された。In 2007 the trial became the first to successfully use the controversial silent witness rule. 2009年、ローゼンとワイスマンはにかけられていた容疑はなくなった。
オバマ政権下の21世紀初頭に起きた多くの告発事件は伝統的なスパイ活動とは関係なく、メディアの関係者の情報の保持またはメディア関係者への情報の伝達と関係がある。2010年にはそのような事件が5件起きた。
ケネス・ウェイン・フォード・ジュニアは合衆国法典第18章第793条第(e)項違反によって起訴された。伝えられるところによると、彼は自宅に彼がNSAを2004年頃に去った後、1箱の書類を持っていた。2006年、彼は6年の懲役を言い渡された。
2011年1月、元CIA職員のジェフリー・アレクサンダー・スターリングはスパイ活動法違反によって起訴された。伝えられるところによると、ニューヨーク・タイムズの記者ジェームズ・ライズンが2003年に「ステート・オブ・ウォー」を書いた際、彼は国防に関する情報を許可なく公開した。起訴状によると、CIAが彼に記憶の公開を許さなかったことと、彼へのその人種差別的な拒絶が復讐しようと思った動機だった。他にも、1990年代のイランに対するCIAの筋書きが失敗に終わったが、彼がその情報源だったと書かれていた。
2010年4月、 国家安全保障局の職員トーマス・アンドリュー・ドレイクは、伝えられているところによると、国防に関する情報を故意に漏洩したことにより、スパイ活動法、合衆国法典第18章第793条第(e)項違反の容疑で起訴された。事件の捜査は、彼のNSAのトレイルブレイザーを含むいくつかの問題に関する内部告発の試みの一環として、彼とボルチモア・サン紙のシオバン・ゴーマン記者と下院諜報常任特別委員会のダイアン・ロアークとの通話記録にまで及んだ。ドレイクの訴追が考慮されていたなか、ジャーナリストのジェーン・メイヤーは「記者が権限が与えられていない国防に関する書類に接し続けているため、ドレイクの判決はジャーナリストがスパイとして起訴されることを可能にする法的な慣例を確立するだろう」と書いた。

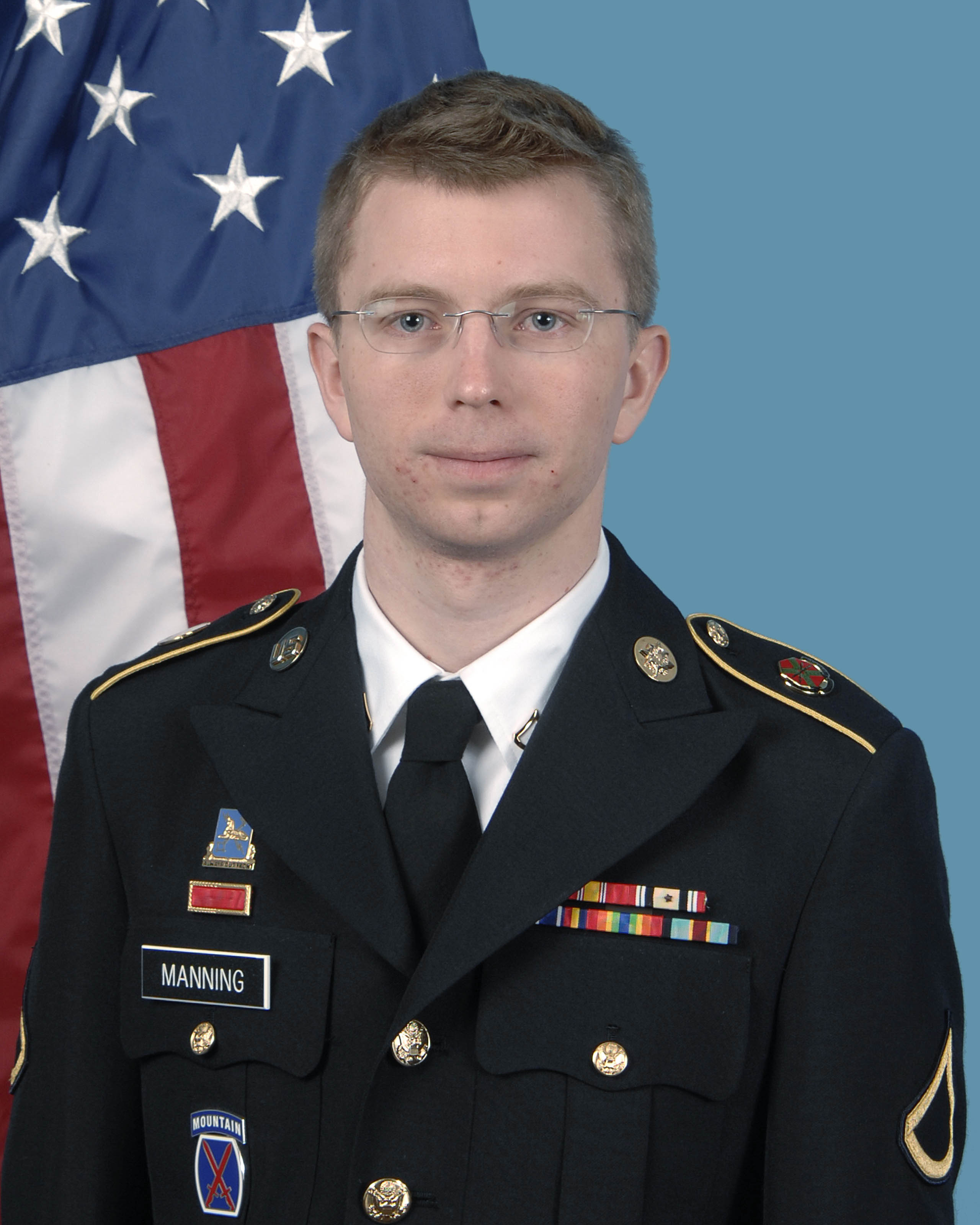
アメリカ陸軍のブラッドレイ・マニングは、ウィキリークスに機密の文書を渡したかどで告発された。

2010年5月、FBIで翻訳の仕事をしていたシェーマイ・K・レイボウウィッツは、機密情報をあるブロガーとともに情報を共有したことを認め、罪を犯したことを認めた（合衆国法典第18章第793条第(a)項の3違反の容疑）。司法取引により、彼は20か月の懲役に減刑された。
2010年8月、核不拡散問題の専門家で、国務省と契約していたスティーブン・ジン・ウー・キムは、2009年6月、FOXニュースのジェームズ・ローゼン記者に北朝鮮核問題に関する国防の情報を開示したと伝えられ、スパイ活動法違反の容疑で起訴された。
2010年、陸軍の兵士ブラッドレイ・マニングはジュリアン・アサンジとウィキリークスへ漏らした情報が問題となったことを含む情報の漏洩が、スパイ活動法、すなわち合衆国法典第18章第793条第(e)項に違反したとされ、告発された。告発は厳密には合衆国法典の一部である統一軍事裁判法第134条によってなされた。当時批評家たちは、元判事たちが最高裁による憲法の修正第1条の法益拡大にあたる判例を引用しながら後退した一方で、解釈の余地が幅広いスパイ活動法の表現は、報道機関や、ウィキリークスからの情報を報道、印刷または拡散したあらゆる個人を告発対象としてしまう恐れがあると懸念を示した。マニングはウィキリークスに対する一連の捜査において告発された唯一の人物であり、ジャーナリストがスパイ活動法によって告発されることはなかった。マニングの事件はまだ続いているが、2013年4月10日、軍法会議でマニングの事件を担当しているデニス・リンド大佐は、 刑事訴追においてより重い量刑を課すことを要求し、検察は彼の行為がアメリカや外国の国益を毀損したと信ずるに足るより説得力のある証拠によって証明しなければならないと主張した。
2012年、CIAの元職員で後に民主党の上院外交委員会の職員となったジョン・キリアコウは、 伝えられるところによると、アルカーイダの幹部アブ・ズベイダに対する尋問におけるウォーターボーディングに関与したとされるエージェントの特定に関する情報を、ジャーナリストに漏洩したことがスパイ活動法に違反したとされ、起訴された彼はまた、2002年、パキスタンでズベイダを捕獲した機密の捜索手段についても開示したと伝えられている。
2013年6月、エドワード・スノーデンは、彼がいくつかの国家安全保障局のPRISM監視プログラムについて暴露したことがスパイ活動法に違反したとされた。特に、彼が「公開する権限に基づかない国防に関する情報の伝達を行ったこと」と、「諜報活動に関する機密情報の伝達を、権限のない人物と自ら進んで行ったこと」が容疑として挙げられている。